# Тормосиновское сельское поселение
Тормоси́новское се́льское поселе́ние — муниципальное образование в Чернышковском районе Волгоградской области. По территории самое большое среди муниципальных образований Чернышковского района.
Административный центр поселения — хутор Тормосин.

## География
В состав Тормосиновского сельского поселения входит большая часть массива Цимлянских песков с частью побережья Цимлянского водохранилища, находящихся под охраной природного парка «Цимлянские пески».

## История
Тормосиновское сельское поселение образовано 22 декабря 2004 года в соответствии с Законом Волгоградской области № 976-ОД.

## Население
| 2010  | 2012  | 2013  | 2014  | 2015  | 2016  | 2017  |
| ----- | ----- | ----- | ----- | ----- | ----- | ----- |
| 1743  | ↘1737 | ↘1708 | ↘1707 | ↘1693 | ↘1656 | ↘1619 |
| 2018  | 2019  | 2020  | 2021  |       |       |       |
| ↘1606 | ↘1574 | ↘1557 | ↘1513 |       |       |       |

## Состав сельского поселения
| № | Населённый пункт | Тип населённого пункта        | Население |
| - | ---------------- | ----------------------------- | --------- |
| 1 | Акользин         | хутор                         | 3         |
| 2 | Комаров          | хутор                         | 28        |
| 3 | Минаев           | хутор                         | 4         |
| 4 | Морской          | хутор                         | 287       |
| 5 | Семёнов          | хутор                         | 7         |
| 6 | Тормосин         | хутор, административный центр | 1414      |